# 東方三月精
《东方三月精》（日语：東方三月精）是由ZUN参与编剧的、与东方Project故事背景相关的官方漫画。主要为光之三妖精——桑尼·米尔克、露娜·洽尔德和斯塔·萨菲娅与其他东方Project角色发生的故事（前期主要为博丽灵梦和雾雨魔理沙，后期开始涉及其他角色）。
《东方三月精》漫画在日本杂志《月刊Comp Ace》上连载。最初5话由担任画师，故事后页附有由神主ZUN所写的，《》内的四格漫画由比良坂真琴绘画。其后自《梅雨の別庄》一话开始，画师改由比良坂真琴担当，话数亦从第1话重新开始。
本系列现有三部漫画，一部附载小说和一部游戏。

## 漫画

### 東方三月精 ～ Eastern and Little Nature Deity.
東方三月精 ～ Eastern and Little Nature Deity.，別稱「舊三月精」。ZUN參與編劇，繪畫，于2005年3月至2006年3月在日本漫畫雜誌《月刊Comp Ace》上連載，共6话（0-5話），故事後頁附有由ZUN所寫的，《》內的四格漫畫由比良坂真琴繪畫。在2007年1月发售一部单行本，附带一篇由ZUN编写的小说《东方三月精 ～ Strange and Bright Nature Deity.  》和一张音乐专辑CD。
故事主要圍繞光之三妖精對靈夢及魔理沙的惡作劇，除了蕾米莉亚·斯卡雷特和十六夜咲夜以背影的方式出现过外，沒有其他角色登場。

### 東方三月精 ～ Strange and Bright Nature Deity.
東方三月精 ～ Strange and Bright Nature Deity.，別稱「新三月精」，由于原画师后期因为健康问题中止了漫画创作，畫師改為比良坂真琴，并使用了新的标题和重置了话数，ZUN在除第四话的前五话依然继续附有 《上海アリス通信》，继续在于2006年5月至2009年1月在《月刊Comp Ace》连载，共25话。于2008年1月23日、2009年2月18日和2009年8月26日发售三本单行本，每本附带一张音乐专辑CD，繁體中文譯本由Connie負責翻譯、台灣角川出版發行，陆版由THB编辑部翻译、天闻角川发行，四川美术出版社出版。
開始有靈夢和魔理沙之外的東方Project角色登場。

### 東方三月精 ～ Oriental Sacred Place.
東方三月精 ～ Oriental Sacred Place.（日语：東方三月精 ～ Oriental Sacred Place.），「新三月精」完结后的续作，仍由比良坂真琴擔當畫師，2009年5月至2012年3月在《月刊Comp Ace》连载，每隔月一话，共18话。 于2010年3月20日、2011年3月26日与2012年3月21日发售三本单行本，每本附带一张音乐专辑CD，繁體中文譯本由台灣角川出版發行，前2冊由Connie翻譯，第3冊由霖之助翻譯。

### 東方三月精 ～ Visionary Fairies in Shrine.
东方三月精 ～ Visionary Fairies in Shrine. （日语：東方三月精 ～ Visionary Fairies in Shrine.），本系列最新续作，仍由比良坂真琴擔當畫師，2016年1月在《月刊Comp Ace》连载，每三个月一话。

## 登场人物

### 光之三妖精
喜欢搞恶作剧的三只妖精，经常三人同时去做弄其他东方角色，但也有单独行动。起初住在魔法之森的一棵大树，后来搬到博丽神社后面的大树处。「光之三妖精」的叫法出自妖怪之山的「深山的大天狗」对其的合称。

#### 桑妮蜜兒可
，Sunny Milk
種族：妖精（日光之妖精）
住處：魔法森林的某個樹屋
能力：操縱光線折射的能力
別名：
- 　耀眼的日光

登場：
- 《東方三月精（漫畫）》
- 《妖精大戰爭》
- 《心綺樓》觀眾，及結局

主題曲 ：
- 　折射陽光的金紅石 Sunny Rutile Flection
- 　桑妮蜜兒可的紅霧變異

或译桑尼·米尔克，光之三妖精代表太阳的妖精，扎有双蓬松短辫，另外两妖精以称呼她，性格活泼，表情丰富，是三妖精中的领头。受伤后在日光下可以自行恢复。拥有操纵光线的能力，能使人迷路，在雨天时会感到不适。很能吃，而且吃东西时会不留意周围环境，从而可以对其恶作剧。

#### 露娜柴爾德
，Luna Child
種族：妖精（月光之妖精）
住處：魔法森林的某個樹屋
能力：除去四周聲音的能力
別名：
- 　沉靜的月光

登場：
- 《東方三月精（漫畫）》
- 《妖精大戰爭》
- 《心綺樓》觀眾，及結局

主題曲 ：
- 　因為夜，無法成眠
- 　雪月櫻花之國

或译露娜·洽尔德，光之三妖精代表月亮的妖精，有卷发，另外两妖精以称呼她，拥有消除声音的能力，令周围突然寂静起来。由于能力再加上走路蹑手蹑脚的，经常会摔倒。性格并不太友善，经常盗窃并无论如何都要消声，所以可以故意制造声音来察觉其出现。受伤后在月光下能自行恢复。
據目擊者言曾看到她偷咖啡豆，會喜歡喝咖啡的妖精蠻少見的，另外她還會看書（會看書的妖精又更少見了）。在三月精中比較聰明冷靜，常常會吐槽其他兩個人的行為。每次新家都是她第一個先選房間。其實常常會有任性的一面。

#### 斯妲莎菲雅
，Star Sapphire
種族：妖精（星光之妖精）
住處：魔法森林的某個樹屋
能力：察覺生物動態的能力
別名：
- 　傾瀉而下的星光

登場：
- 《東方三月精（漫畫）》
- 《妖精大戰爭》
- 《心綺樓》觀眾，及結局

主題曲 ：
- 　妖精燦爛光輝
- 　星之旅航 Star Voyage 2008

或译斯塔·萨菲娅，光之三妖精代表星光的妖精，黑长直发，另外两妖精以称呼她，拥有探知周围活动生物的能力，性格比较和善，但当日和月妖精搞恶作剧被人发现时会第一个消失，有点腹黑的性格，能力不受天气因素影响，恢复较慢。

## 书籍信息
| 册数                                           | 日本                                           | 日本                                           | 臺灣 香港                                      | 臺灣 香港                                      | 中华人民共和国                                 | 中华人民共和国                                 |
| 册数                                           | 發售日期                                       | ISBN                                           | 發售日期                                       | ISBN                                           | 發售日期                                       | ISBN                                           |
| 東方三月精 ～ Eastern and Little Nature Deity. | 東方三月精 ～ Eastern and Little Nature Deity. | 東方三月精 ～ Eastern and Little Nature Deity. | 東方三月精 ～ Eastern and Little Nature Deity. | 東方三月精 ～ Eastern and Little Nature Deity. | 東方三月精 ～ Eastern and Little Nature Deity. | 東方三月精 ～ Eastern and Little Nature Deity. |
| ---------------------------------------------- | ---------------------------------------------- | ---------------------------------------------- | ---------------------------------------------- | ---------------------------------------------- | ---------------------------------------------- | ---------------------------------------------- |
| 1                                              | 2007年1月26日                                  | ISBN 4047072346                                |                                                |                                                |                                                |                                                |
| 東方三月精 ～ Strange and Bright Nature Deity. |                                                |                                                |                                                |                                                |                                                |                                                |
| 1                                              | 2008年1月23日                                  | ISBN 978-404-854-152-7                         | 2009年8月12日                                  | ISBN 978-986-237-247-0                         | 2023年12月                                     | ISBN 978-7-5740-0636-2                         |
| 2                                              | 2009年2月18日                                  | ISBN 978-404-854-213-5                         | 2009年12月19日                                 | ISBN 978-986-237-433-7                         | 2023年12月                                     | ISBN 978-7-5740-0636-2                         |
| 3                                              | 2009年8月26日                                  | ISBN 978-404-854-365-1                         | 2010年3月25日                                  | ISBN 978-986-237-561-7                         | 2023年12月                                     | ISBN 978-7-5740-0636-2                         |
| 東方三月精 ～ Oriental Sacred Place.           |                                                |                                                |                                                |                                                |                                                |                                                |
| 1                                              | 2010年3月20日                                  | ISBN 978-404-854-455-9                         | 2011年7月30日                                  | ISBN 978-986-287-266-6                         | 2024年5月                                      | ISBN 978-7-5740-1103-8                         |
| 2                                              | 2011年3月26日                                  | ISBN 978-404-854-617-1                         | 2011年9月24日                                  | ISBN 978-986-287-368-7                         | 2024年5月                                      | ISBN 978-7-5740-1103-8                         |
| 3                                              | 2012年3月21日                                  | ISBN 978-404-120-157-2                         | 2012年9月24日                                  | ISBN 978-986-287-945-0                         | 2024年5月                                      | ISBN 978-7-5740-1103-8                         |
| 東方三月精 ～ Visionary Fairies in Shrine.     |                                                |                                                |                                                |                                                |                                                |                                                |
| 1                                              | 2018年1月26日                                  | ISBN 978-4041058053                            |                                                |                                                | 2022年7月5日                                   | ISBN 978-7-5740-0072-8                         |
| 2                                              | 2018年10月25日                                 | ISBN 978-4041073575                            |                                                |                                                | 2022年7月5日                                   | ISBN 978-7-5740-0072-8                         |
| 3                                              | 2019年12月26日                                 | ISBN 978-4041087732                            |                                                |                                                | 2022年7月5日                                   | ISBN 978-7-5740-0072-8                         |

### 附带CD音乐
| 1. （阳光金红石折射，桑妮角色曲） 2. （因夜无眠，露娜角色曲） 3. （妖精灿烂光辉，斯妲角色曲） | 第一张 1. （桑尼·米尔克的红雾异变，桑妮角色曲，改自漫画第一季的和东方红魔乡的U.N.） 2. （雪月樱花之国，露娜角色曲） 3. （星空遨游（Star Voyage）2008，斯妲角色曲） 第二张 1. （可爱的大战争叠奏曲） 2. （阳光金红石折射，改自第一季同名曲） 3. （因夜无眠，改自第一季同名曲） 4. （妖精灿烂光辉，改自第一季同名曲） 第三张 1. （妖精冒险谭） 2. （两个世界） | 第一张 1. （神域中的捉迷藏生活） 2. （妖怪现代殖民地，改自东方文花帖DS的同名曲） 第二张 1. （年中梦中的好奇心，改自游戏的同名曲） 2. （真夜中的妖精舞，改自游戏的同名曲） 3. （妖精大战争 ～ Fairy Wars，改自游戏的同名曲） 第三张 1. （魔法师之夜，改自游戏的同名曲） 2. （赌上性命的恶作剧，改自游戏的同名曲） 3. （古代的元神，改自东方神灵庙的同名曲） |